# 科南時代：希伯來人的冒險
《科南時代：希伯來人的冒險》是Funcom研發多年的奇幻多人網路遊戲（MMORPG）。同時在個人電腦和Xbox 360兩個平台上發行。個人電腦版的發行日是2008年五月20日, 但是Xbox 360版本被取消。科南時代在2006年夏天開始內部測試，2007年4月3日開始開放測試。並於同年在503家廠商參與的Games Convention中拿到2007年最佳線上遊戲獎。並長時間維持在MMORPG.COM網站的期待遊戲排行榜第一名。
希伯來人的冒險是科南時代系列的第一部，整個系列的故事是源自於小說家羅勃哈爾在1932年時的系列創作。遊戲科南時代的場景發生於小說《蠻王科南》The Hour of the Dragon一年之後，也被稱為“希伯來時期”。

## 角色設定
《科南時代: 希伯來人的冒險》中的角色是在連線伺服器中被創造出，一個伺服器只能有一個同名角色。Funcom計劃發行後提供轉伺服器的服務。玩家創造的角色在希伯來世界裡有各自獨特的相貌。目前玩家可以選擇的種族有三個，未來會再開放更多。
前五個等級時, 所有的角色都有相同的設定，除了種族不同外沒有職業的分別。到了第五級時，依據不同的種族, 玩家可以選擇四種不同的職業方向。到了第二十級時，可以選擇進階職業。

## 遊戲版本
現在遊戲最新版本為3.3.9。
| 亞奎隆人                            | 西米里人                            | 史塔基人                                |
| ----------------------------------- | ----------------------------------- | --------------------------------------- |
| 浪人系 - 刺客 - 漫遊者 - 野蠻人     | 浪人系 - 漫遊者 - 野蠻人            | 浪人系 - 刺客 - 漫遊者                  |
| 信仰系 - 密特拉牧師                 | 信仰系 - 熊巫醫                     | 信仰系 - 賽特後裔                       |
| 士兵系 - 守護者 - 黑暗聖堂 - 征服者 | 士兵系 - 守護者 - 黑暗聖堂 - 征服者 | 魔法系 - 死靈法師 - 羅里使者 - 惡魔學家 |

| 聲望職業(BETA時已移除, 併入天賦系統)                       |                                                            |                                                            |                                                              |
| 貴族                                                       | 師傅                                                       | 工匠                                                       | 指揮官                                                       |
| 置放要塞主建築的權力                                       | 可以有學徒追隨, 並在主人下線時繼續採集資源                 | 可以在公會村莊中置放工廠等建築                             | 隊伍人數上限可以多一人                                       |
| 建造防禦塔                                                 | 建造馬廄, 可以升級馬匹的能力                               | 每名工匠都可以增加些許公會會員採集木頭的能力，累加三十人次 | 可以建設軍營, 軍營可以訓練出保護村莊的電腦操作的士兵         |
| 每名貴族都可以增加些許公會會員採集金塊的能力，累加三十人次 | 每名師傅都可以增加些許公會會員採集石頭的能力，累加三十人次 | 可以學習所有種類的工藝製作                                 | 每名指揮官都可以增加些許公會會員採集鐵礦的能力，累加三十人次 |
| 每名貴族都可以讓公會會員獲得些許經驗值的加成，累加二十人次 | 可以學習盔甲製造                                           |                                                            | 可以繪製戰術計劃，執行更多的戰術隊型                         |
| 可以學習建築與鍊金術                                       |                                                            |                                                            | 可以學習武器製造                                             |

## 相關条目
- 支持DirectX 10游戏列表

## 其它連結
- Official Age of Conan 科南時代官網 （页面存档备份，存于）
- Age of Conan Wiki （页面存档备份，存于） on Wikia
- Age of Conan wiki information repository （页面存档备份，存于）
- Age of Conan ConanHQ.com
- Age of Conan 開發者評論 （页面存档备份，存于）
- Age of Conan 藍天騎士團社群網站